# Mistři pěvci norimberští
Mistři pěvci norimberští, německy Die Meistersinger von Nürnberg je opera Richarda Wagnera o třech dějstvích na libreto, které autor sám napsal. Premiéra díla se konala 21. června 1868 v Mnichově. Doba trvání je přibližně 4 1/2 hodiny.

## Historické pozadí

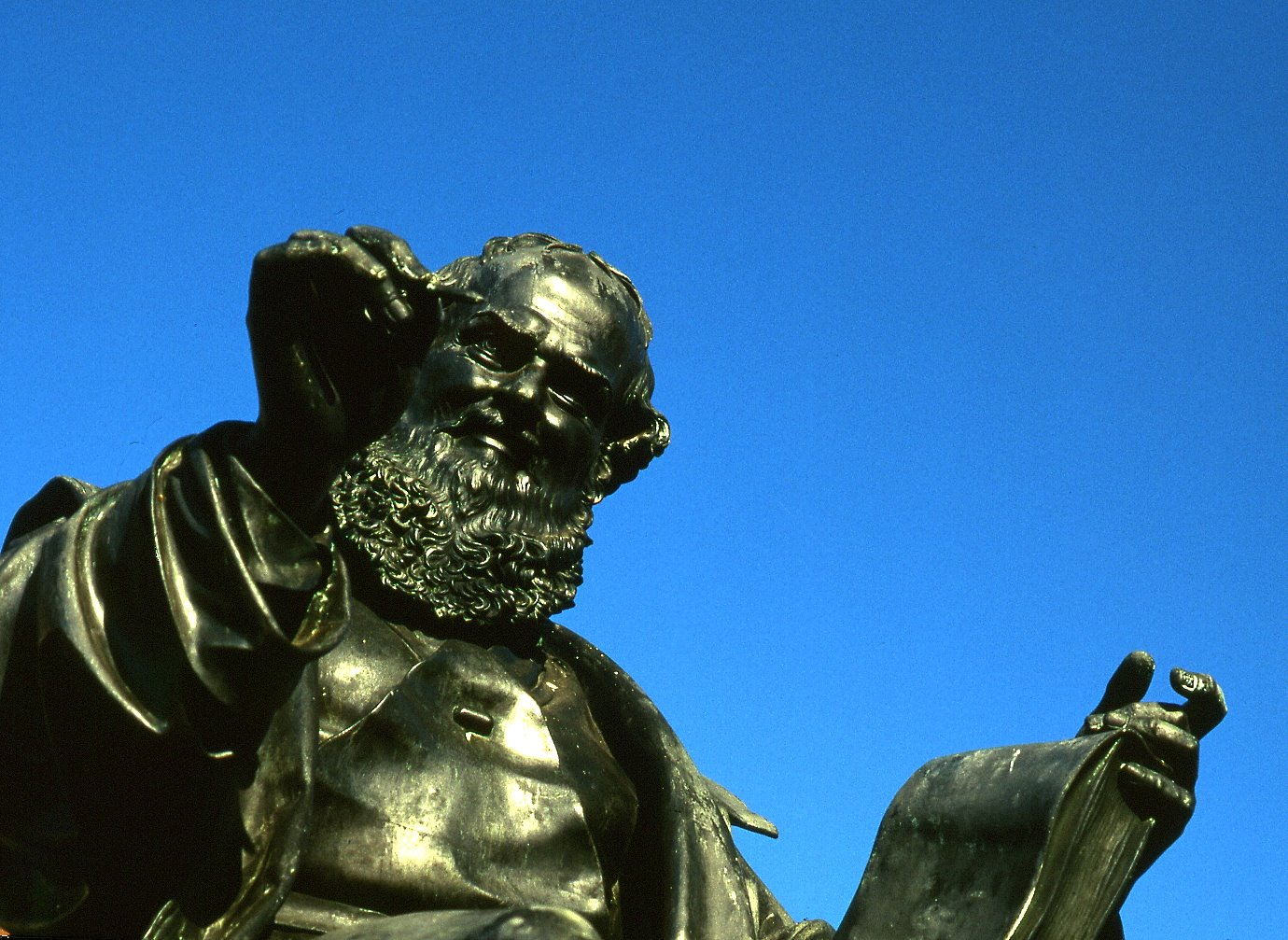
Norimberk – Socha Hanse Sachse, hlavní postavy opery

Dílo, na rozdíl od jiných Wagnerových dramat, nevykazuje žádné prvky mytologického pozadí. Celý děj je založen na skutečných historických postavách. Wagner zde vykresluje skutečné postavy z Norimberka 16. století v éře reformace; jedním z nich je básník Hans Sachs, hlavní postava opery. Tento, v Norimberku a v celé oblasti jižního Německa oblíbený a uznávaný básník a švec (1494–1576), byl se svými více než 6000 díly (cca 4000 mistrovskými písněmi, cca 1800 rýmovanými básněmi, cca 200 dramaty, bajkami a fraškami) jedním z nejplodnějších německých básníků. Byl nejen patrně nejznámějším představitelem pěveckých mistrů – Meistersänger, ale také jako osoba také neobyčejně tolerantní povahy. Navrhl například, aby mistrovské písně jeho norimberského cechu posuzovali nejen čtyři svěření „merkeři“, ale několikrát do roka také veřejné posluchačstvo.

Richard Wagner čerpal své vědomosti o zásadách mistrů pěvců („tabulatury“) především z Norimberské kroniky, vzniklé roku 1697, jejíž součástí byla příloha „Von der Meister-Singer holdseligen Kunst“ (O vznešeném umění mistrů-pěvců) Johanna Christopha Wagenseila (1633–1705), jenž tento sborník odvozoval od přísných pravidel a předpisů židovského talmudu. Dodatečná, již ve 14. století písemně kodifikovaná tabulatura, jež měla hudbu dvorních minnesängerů přizpůsobovat potřebám pokračovatelů z řad občanů, zároveň nechává poměrně detailně nahlédnout do tehdejšího života řemeslníků.

## Pocty

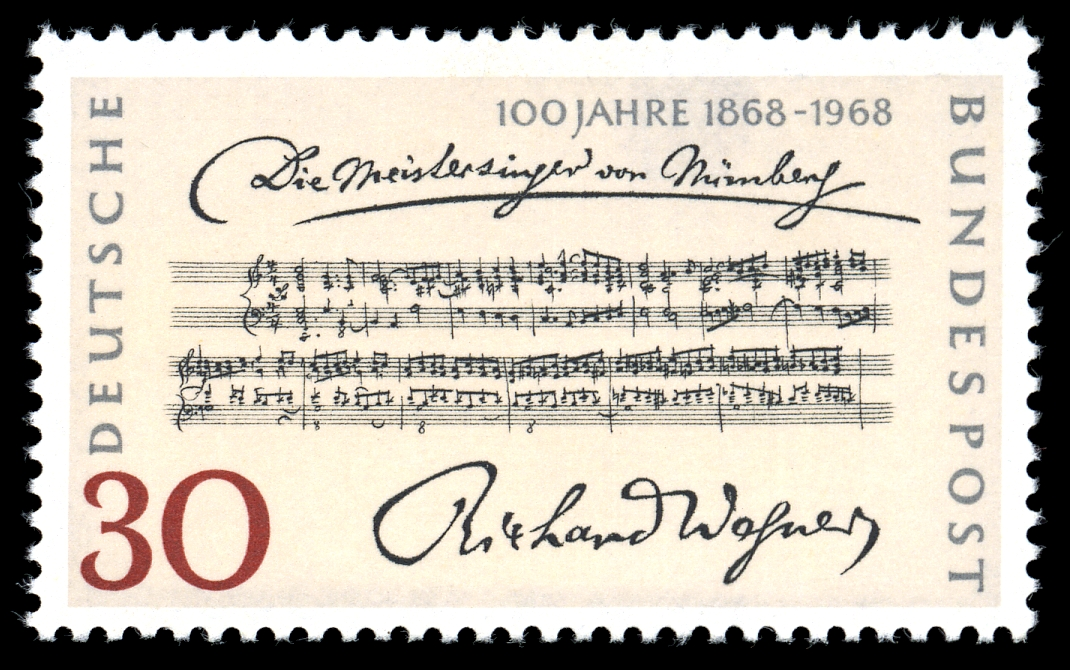
Poštovní známka německé spolkové pošty z roku 1968

V roce 1968 vydala Deutsche Bundespost tematickou dopisní známku ke stému výročí premiéry opery.